# نوری کوچک
نوری کوچک (انگلیسی: A Small Light) یک مینی‌سریال زندگی‌نامه‌ای درام است. این مینی‌سریال از ۱ مه ۲۰۲۳ از نشنال جئوگرافیک پخش شد. نوری کوچک برای استریم در دیزنی پلاس و هولو قابل دسترسی است. این مینی‌سریال تحسین گسترده منتقدان را دریافت کرد.